# Берку (Хунедоара)
Берку (рум. Bercu) — село у повіті Хунедоара в Румунії. Входить до складу комуни Бретя-Ромине.
Село розташоване на відстані 274 км на північний захід від Бухареста, 31 км на південь від Деви, 137 км на південь від Клуж-Напоки, 140 км на схід від Тімішоари.

## Населення
За даними перепису населення 2002 року у селі проживали 14 осіб, усі — румуни. Усі жителі села рідною мовою назвали румунську.